# Wiatrowiec (województwo warmińsko-mazurskie)
Wiatrowiec (niem. Wöterkeim) – wieś w Polsce położona w województwie warmińsko-mazurskim, w powiecie bartoszyckim, w gminie Sępopol. Przez wieś przepływa rzeka Pisa Północna. W latach 1975–1998 miejscowość należała administracyjnie do województwa olsztyńskiego.

## Historia
Pod względem historycznym Wiatrowiec leży w Prusach Dolnych, na obszarze średniowiecznego pruskiego terytorium plemiennego Barcji, kilkanaście kilometrów na północ od granic Warmii.
W 1820 r. Wiatrowiec kupili Kobylińscy, a w 1823 także dwa folwarki, należące do majątku ziemskiego Wiatrowie: Pieny i Tałowo. W 1889 r. majątek, wraz z folwarkami, obejmował 757 ha (należał do Kobylińskich).
W 1869 r. powstała tu stacja kolejowa na linii Królewiec – Prostki. W 1907 r. powstała także linia kolejowa Wiatrowiec – Sępopol.
W 1935 r. w tutejszej szkole pracowało dwóch nauczycieli i uczyło się 70 dzieci. W 1939 r. we wsi mieszkało 543 osoby.
Po 1945 r. w pałacu osiedlił się i pracował w tutejszym PGR Jan Kantowicz, kombatant hiszpańskiej wojny domowej (dąbrowszczak). W 1949 r. uruchomiono linię kolejową do Sępopola (połączenie do Bartoszyc i Korsz funkcjonowało od 1945 r.). W latach 1954–1961 Wiatrowiec był siedzibą gromady i Gromadzkiej Rady Narodowej. W latach 60. XX w. kierownikiem szkoły był Wiktor Nowicki. W tym czasie wybudowano nową szkołę.
W 1978 r. było tu 48 indywidualnych gospodarstw rolnych o łącznym areale 117 ha. W tym czasie we wsi była poczta, szkoła podstawowa, przedszkole, dzieciniec, klub, biblioteka, sklep wielobranżowy. W 1983 r. we wsi były 33 budynki z 213 mieszkańcami.

## Kultura
W Wiatrowcu mieszka i tworzy pisarz Jerzy Górczyński.

## Zabytki
- Willa pochodząca z XIX w. Jednopiętrowa, zbudowana na planie prostokąta z wysuniętym narożnikiem w kierunku południowo-wschodnim i eleganckimi zwieńczenia dachu.
- Dworek, pochodzący z XVIII w., przebudowany w XIX w. Wybudowany na planie prostokąta, dwukondygnacyjny, dwutraktowy, z ryzalitem środkowym, zwieńczonym trójkątnym tympanonem od frontu i od fasady ogrodowej. Na ganku były dwie płaskorzeźby z XVII w. Wewnątrz, nad kominkiem – płaskorzeźba kobiety w stroju z XVIII w. Stiukowe rzeźby na sufitach w pokoju na parterze. Klasycystyczne rzeźby zostały porozbijane.
- Budynek gospodarczy, murowany z cegły, na planie prostokąta, jednokondygnacyjny, z połowy XIX w.
- Park dworski z kamiennymi płytami grobowymi Piotra Kobylińskiego (zm. 1834) i jego żony Emilii von Tettau-Kobylińskiej (zm. 1864).